# Кристиан Улрих фон Брокдорф
Кристиан Улрих фон Брокдорф (на немски: Christian Ulrich Graf von Brockdorff; * 27 август 1724, Клеткамп, Шлезвиг-Холщайн; † 25 септември 1808, Клеткамп) е граф от род фон Брокдорф, датски полковник и конференц-съветник.

## Произход
Той е третият син (четвъртото дете от девет деца) на датския таен съветник граф Кристиан Фридрих фон Брокдорф (* 15 април 1679; † 9 май 1750) и съпругата му Улрика Елеонора фон Фьолкерсамб (* 1 октомври 1695; † 22 юли 1833). Внук е на датския таен съветник граф Кай Лоренц фон Брокдорф (1646 – 1725) и София Амалия фон Шак цу Шакенбург (1657 – 1713), дъщеря на датския фелдмаршал граф Ханс фон Шак (1609 – 1676). Брат е на Кай Лоренц фон Брокдорф (1721 – 1752), Мария Елизабет (* 1722), Вилхелм Фридрих (1723 – 1754), Карл (1726 – 1745), София Амалия (* 1728), Ханс Шак (1729 – 1776), Кристиан Фридрих (1731 – 1736) и на графиня София Магдалена (1733 – 1735).
През 1612 г. имението Клеткамп отива чрез женитба на род Брокдорф, който до днес живее там.

## Фамилия
Първи брак: с графиня Анна Георгина Кристина фон Хан (* 12 август 1741, Дикхоф; † 2 юни 1786, Кил). Те имат шест деца:
- Георгина фон Брокдорф (* 21 август 1759; † 23 август 1800), омъжена за Вилхелм Кристиан Август фон Брокдорф (* 19 октомври 1752; † 6 септември 1824), син на граф Лоренц Ернст Фридрих фон Брокдорф (1710 – 1753) и фрайин Магдалена София Агнеза фон Щайн-Остхайм (1729 – 1753)
- Лудвиг Ахац фон Брокдорф (* 15 юли 1760, Клеткамп; † 22 юли 1820, Клеткамп), датски камерхер, женен I. за София Шарлота Ернестина фон Хан (* 26 март 1771; † 23 септември 1803); II. на 9 октомври 1807 г. за Ида фон Бюлов (* 10 октомври 1780; † 7 декември 1842) и има с нея шест деца
- Кристиан Фридрих фон Брокдорф (* 25 април 1762, Клеткамп; † 10 март 1821)
- Мария София Луиза фон Брокдорф (* 13 ноември 1777)
- Кристиан Улрих Ханс фон Брокдорф (* 12 май 1779; † юли 1846), женен за Анна Матилда фон Ловтцов (* 28 март 1777; † 19 октомври 1854)
- Леополд Улрих Вилхелм фон Брокдорф (* 21 април 1791)

Втори брак: на 7 септември 1787 г. в Клеткамп с Георгина Луиза Фридерика фон Хан (* 23 март 1760, Зеедорф; † 1 март 1798, Клеткамп). Те имат един син:
- Лудвиг Фердинанд фон Брокдорф (* 28 януари 1797, Клеткамп; † 15 февруари 1874, Бамберг), женен за графиня Луиза Антоанета Юлиане Констанция Ернестина фон Брокдорф (* 8/9 септември 1797; † 16/17 декември 1831), дъщеря на Вилхелм Кристиан Август фон Брокдорф (1752 – 1824) и полусестра му Георгина фон Брокдорф (1759 – 1800); имат една дъщеря